# 폴라 (이탈리아)
폴라(이탈리아어: Polla)는 이탈리아 캄파니아주 살레르노도에 있는 코무네이다. 2011년 인구는 5,327명이었다.

## 역사
마을이 위치한 지역은 선사시대부터 사람이 거주했던 지역으로, 근처 동굴에서 뼈와 도자기가 발견된 것을 보면 알 수 있다. 고대 로마 지배 기간 동안 오늘날의 산 피에트로 구역에 포럼이 세워졌다.

## 지리
폴라는 발로 디 디아노의 북쪽에 있으며 알부르니 산맥에 가깝고 타나그로강이 교차한다. 아테나루카나, 아울레타, 카자노, 코를레토몬포르테, 페르토사, 산타르세니오 등의 지방 자치체와 접해 있다.

## 자매 도시
- 독일 슈타이넨브론

## 같이 보기
- 발로 디 디아노
- 칠렌토
- 페르토사 동굴